# 個人情報保護士会
一般財団法人 個人情報保護士会（こじんじょうほうほごしかい）は、2011年2月の設立された一般財団法人。主に、「個人情報保護士」資格取得者である個人会員と、個人情報保護士資格者が所属している企業及び団体で構成されている。

## 概要
- 所在地 -東京都千代田区神田三崎町3丁目7-12清話会ビル5F

- 理事長 -大竹美喜 （アフラック創業者・最高顧問）

- 設立目的 –

1. 個人情報の適切な取扱いや保護に関する啓発活動をとおして情報社会の発展に寄与する。
2. 個人情報保護士認定試験の普及と認知度の向上を図る。
3. 個人情報の適切な取扱いに関する講演会、研修会の実施によって個人情報の正しい理解と運用に関する支援を行う。
4. 個人情報保護士に対しての個人情報の保護と活用に関する知識及び実践能力の向上に関する事業を行う。
5. 個人情報保護士への法的サポートを行う。
6. 個人情報保護士のビジネス活動を支援する。
7. 個人情報保護士の支援ツールの企画制作および販売を行う。
8. 個人情報の取扱いに関する諸問題の調査、研究及び出版事業を行う。

- 事業内容 –

1. 個人情報保護法の正しい理解と運用の啓蒙
2. 個人情報保護士認定試験の普及と認知度の向上
3. 個人情報保護士のビジネス活動支援
4. 情報の提供と各種サポートによる個人情報保護士支援
5. 個人情報保護士支援ツールの企画制作および販売

- 理事 –大竹美喜、一松信、牧野常夫、福田正、尾関史生、柴原健次、山田光男、小邑明彦、石井典子、岩田修

- 会員及び入会条件

1. 個人正会員
  - 個人情報保護士認定試験合格者および入会規定により入会を認める者
  - 入会費 10,000円、年会費 12,000円
2. 法人正会員
  - 個人情報保護士がいる企業及び団体で、個人情報保護士認定試験を推奨していると認められる企業及び団体

  - 入会費 30,000円、年会費 240,000円
3. 法人特別会員
  - 個人情報保護士認定試験を推奨している企業及び団体で、事業目的に必要と理事会が認める者

  - 入会費 30,000円、年会費 60,000円
4. 賛助会員
  - 法人会員以外で会の設立趣旨に賛同し、事業運営に協力される企業及び団体

  - 入会費 30,000円、年会費 12,000円

- 会員特典

1. 弁護士への相談
2. 個人情報保護士認定試験過去問題データ提供
3. 個人情報保護士（PiiP）シール提供
4. 個人情報保護士認定試験 模擬試験ID提供
5. 個人情報保護士認定試験 過去問題集提供
6. 個人情報保護士（PiiP）バッジ購入権
7. 書籍割引購入
8. 講習会

法人会員に対しては、個人情報を推進する企業に対し、個人情報保護推進企業認定証 の提供と、
トリプルPマークの使用が認められている。

- 講習会（一部は財団法人 全日本情報学習振興協会主催）
  - 「個人情報保護士認定試験」関連
    - 個人情報保護士認定試験 対策セミナー
    - 過去問題 解答・解説セミナー
    - 試験対策講習会

  - 「情報セキュリティ管理士認定試験」関連
    - 情報セキュリティ管理士認定試験 対策セミナー
    - 過去問題 解答・解説セミナー

  - 「情報セキュリティ初級認定試験」関連
    - 過去問題 解答・解説セミナー

  - 「個人情報保護法検定」関連
    - 過去問題 解答・解説セミナー

  - 「企業情報管理士認定試験」関連
    - 過去問題 解答・解説セミナー

  - 「個人情報保護指導者認定講習会」
  - 「個人情報保護コンサルタント認定講習会」
  - 個人情報保護士会 会員総会
    - 第１回 平成24年2月6日開催